# San Luis (Arizona)
 For alternative betydninger, se San Luis (flertydig). (Se også artikler, som begynder med San Luis)
San Luis ligger i Yuma County i delstaten Arizona, USA.
San Luis var grundlagt i 1930 da indgangsporten (grænsen) til de Forenede Stater blev åbnet. Byen blev til gennemgangsvejen til to verdener – de Forenede Stater og Mexico. 

Grænsen ligger i den sydvestligste hjørne af Yuma County og man kommer dertil ad Hovedvej 95 (SR 95). 

En høj hegn deler byen fra dens søster by – San Luis Río Colorado, Sonora, Mexico. Mange af de gamle indbyggere betragter sig selv stadigvæk mere som mexicanere end amerikanere. Flertallet af indbyggerne er mexicanskamerikanere eller mexicanere, da mange af indbyggerne er immigranter fra Mexico. 

På grund af Colorado floden, er ørkenområdet mellem San Luis og Yuma forvandlet til et grønt landbrugsområde hvor der dyrkes forskellige slags grøntsager, frugter mm. 